# 綜合車輛製作所

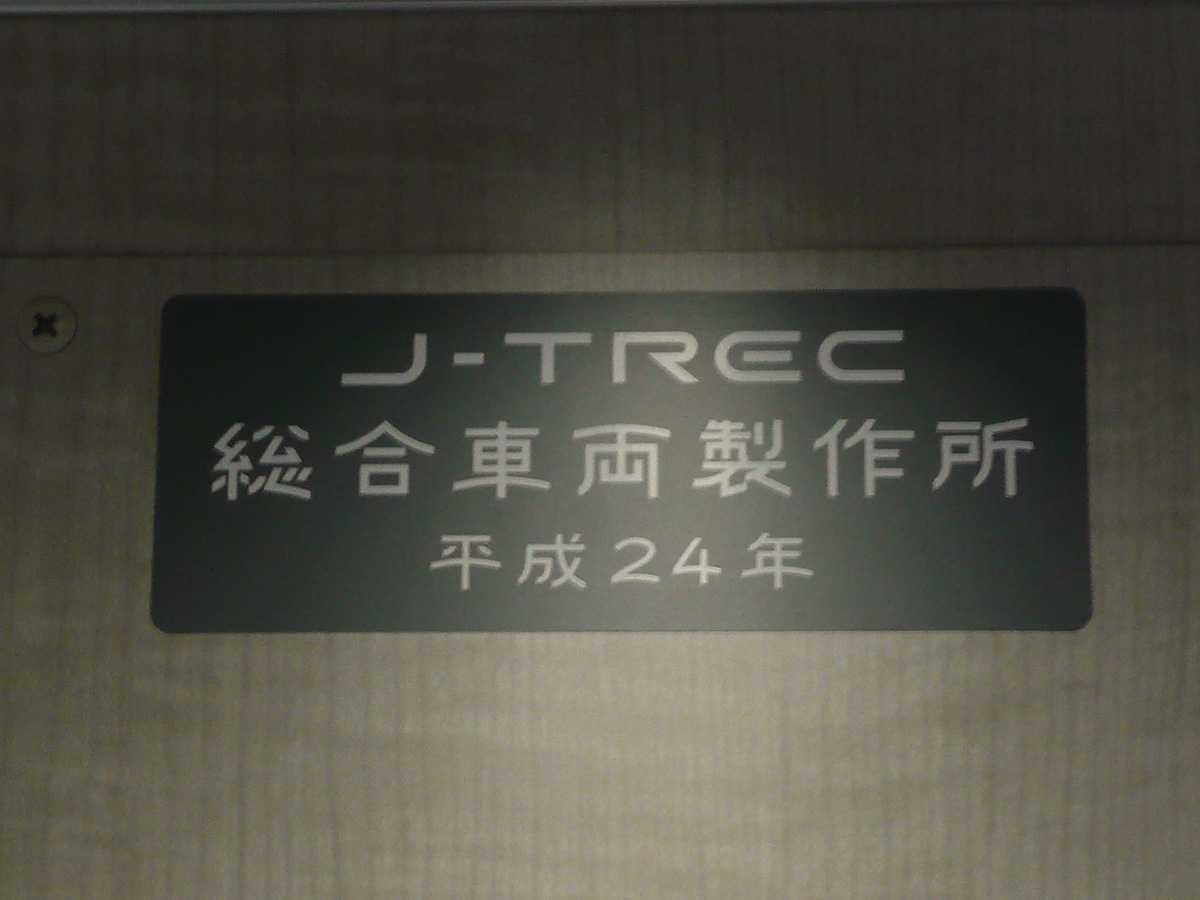
在一台客車內部標示綜合車輛製作所生產的鐵牌。

綜合車輛製作所（日语：／ Sōgō sharyō seisakusho */?）是日本一家鐵路車輛及相關設備製造商，為東日本旅客鐵道（JR東日本）的全資子公司。
綜合車輛製作所設有三個生產據點。其中位於神奈川縣橫濱市金澤區大川的總部（橫濱事業所）和位於新潟縣新潟市秋葉區的新津車輛製作所規模最大，負責製造鐵路車輛；而位於和歌山縣紀之川市的和歌山工場則負責製造鐵路相關設備。

## 沿革
綜合車輛製作所的前身是東急集團旗下的東急車輛製造。2011年（平成23年）東急車輛製造宣布分拆出售旗下業務並退出市場，其中將鐵路車輛業務售予JR東日本。由於公司業務分兩部分出售，為簡化轉讓流程，因而成立新公司接管業務。而鐵路車輛業務由新東急車輛株式會社繼承－公司於2011年11月9日成立，2012年4月1日接管業務，翌日新東急車輛的所有股權被轉讓予JR東日本以完成交易。JR東日本接管公司後將公司更名為株式會社綜合車輛製作所。
2013年12月18日，JR東日本宣布，於2014年4月1日將旗下另一家車輛製造廠新津車輛製作所併入綜合車輛製作所。

### 年表
- 2011年（平成23年）11月9日－東急車輛製造成立新東急車輛株式會社作為繼承鐵路車輛相關業務的公司。
- 2012年（平成24年）
  - 4月1日－東急車輛製造正式將鐵路車輛相關業務，以及旗下東急車輛工程株式會社和京濱鋼板工業株式會社的全部股權轉移到新東急車輛株式會社。
  - 4月2日－新東急車輛株式會社全部股權正式轉讓予東日本旅客鐵道，並更名為株式會社綜合車輛製作所。
  - 4月6日－綜合車輛製作所成立後首列列車－京急新1000型1153編組列車出廠，並舉行了剪綵儀式[4]。
  - 7月23日－橫濱事業所內保存的東急5201號和東急7052號車輛受日本機械學會認可為日本第51號機械遺產－不鏽鋼製車輛群（東急5200系和7000系）。
  - 8月10日－綜合車輛製作所為母公司JR東日本製造的首列列車－E657系出廠，並舉行了慶祝儀式。
- 2013年（平成25年）6月19日－與法國阿爾斯通就引進輕軌車輛簽訂合作協議[5]。
- 2014年（平成26年）4月1日－接管母公司JR東日本旗下的新津車輛製作所[3]

## 產品

### 鐵路車輛
- 新幹線E7/W7系電力動車組
- JR東日本E129系電車
- JR東日本E233系電聯車
- JR東日本E235系電聯車
- JR東日本E353系電聯車
- JR東日本EV-E301系電聯車
- JR東日本E001系電聯車（四季島號列車）
- 東急5000系電聯車 (2代)
- 東急2020系電聯車
- 東急6020系電聯車
- 京王5000系電聯車 (2代)
- 都營地下鐵5500型電聯車
- 曼谷地鐵紫線列車

及其他未列出但同為該所製造之電聯車

## 所屬子公司
- J-TREC設計服務株式會社
- 京濱鋼板工業株式會社

## 外部連結
- 綜合車輛製作所 （页面存档备份，存于）（日語）